# Ичигая
Ичигая (市谷 or 市ヶ谷・市ケ谷) е квартал в източната част на специален район Шиндзуки, Токио, Япония.

## Места в Ичигая
- Университет Хосей, Кампус Ичигая
- Университет Чуо
- Седалище на Министерството на отбраната : Бивше главно командване на императорската японска армия ; след Втората световна война сградата става щаб на Японската сухопътна армия за самоотбрана. Мишима Юкио се самоубива тук през 1970 г. Превръща се в централа на Агенцията за отбрана през май 2000 г., когато предишната централа в Акасака е затворена, за да отстъпи място на Токио Мидтаун . През 2007 г. организацията се превръща в министерство.
- Японска асоциация Go

## Компании със седалище в Ичигая
- Борланд Япония
- Дай Нипон Принтинг
- Информатика Корпорейшън Япония
- Накано Корпорейшън
- Тийм нинджа

## Метростанции
- Гара Акебонобаши (линия Тоей Шиндзуки)
- Гара Ичигая (местна линия Джи Ар Чуо, линия Намбуки, линия Тоей Шиндзуки, линия Юракучо) – Платформите Джи Ар и Тоей се намират от другата страна на реката в Чийода.
- Гара Ушигоме-янагичо (линия Тоей Оедо)